# Contea di Mathews
La contea di Mathews (in inglese Mathews County) è una contea dello Stato della Virginia, negli Stati Uniti. La popolazione al censimento del 2000 era di 9 207 abitanti. Il capoluogo di contea è Mathews.